# Charybdis Cove
Die Charybdis Cove ist eine ausgedehnte Bucht im Nordosten der Livingston-Insel im Archipel der Südlichen Shetlandinseln. Sie wird im Osten durch Eiskliffs, im Norden durch den Organpipe Point und im Süden durch den Slab Point flankiert.
Die Bucht gehört zu den geografischen Objekten im Gebiet des Williams Point, die nach Fabelwesen benannt sind. Das UK Antarctic Place-Names Committee benannte sie 1998 nach Charybdis, einem Meeresungeheuer aus der griechischen Mythologie.